# دیک ایو
دیک ایو (انگلیسی: Dick Eve؛ ۱۹ مارس ۱۹۰۱ – ۱۳ مارس ۱۹۷۰) شیرجه‌رو اهل استرالیا بود.
وی در مسابقات کشوری و بین‌المللی در مجموع برندهٔ ۱ مدال طلا شده‌است.